# Apollinaria Souslova
Apollinaria Souslova dite Pauline Souslova (en russe : Аполлина́рия Проко́фьевна Су́слова ; 1839-1918) est une écrivaine russe, sœur de Nadejda Souslova et considérée comme le modèle d'un certain nombre de personnages féminins-clés des romans de Fiodor Dostoïevski (1861-1866), dont celui de Pauline dans Le Joueur, mais aussi Nastasia Filippovna dans L'Idiot parmi d'autres encore.
Elle a elle-même publié une série de récits, qui débutent avec Pokouda (1861), dans la revue littéraire de Dostoïevski Le Temps, et se terminent avec Tchoujaïa i svoï (Les autres et soi), dans lequel elle décrit sa relation avec Dostoïevski.

## Biographie

### Jeunesse
Le père d'Apollinaria Souslov débute dans la vie comme serf du comte Cheremetiev, qu'il quitte pour devenir ensuite marchand et fabricant. Il décide de donner à ses filles Appolinaria et Nadejda une éducation « moderne » pour l'époque. Nadejda devint la première femme-médecin russe après avoir étudié en Suisse.
Apollinaria étudie dans un pensionnat privé, puis, lorsque la famille Souslov s'installe à Saint-Pétersbourg, la jeune fille fréquente les cours à l'université.

### Liaison avec Dostoïevski
En 1861, Apollinaria Souslova, rencontre pour la première fois Fiodor Dostoïevski, qui est déjà à l'époque un écrivain renommé et dont les conférences rencontrent un grand succès auprès des jeunes. Elle a 21 ans, et lui 40. Voici le portrait qu'en donne la fille de Dostoïevski, Lioubov Dostoïevskaïa :

« Pauline (Apollinaria) provenait de la province russe, où elle avait des parents aisés qui lui envoyaient suffisamment d'argent pour vivre agréablement à Saint-Pétersbourg. Chaque automne elle s'inscrivait à l'université, mais ne travaillait jamais et ne réussissait pas ses examens. Toutefois elle suivait les conférences avec assiduité, flirtait avec les étudiants, les rencontrait chez eux, les empêchant de travailler, les incitant à assister aux spectacles, à signer des pétitions, à participer aux manifestations politiques ; elle-même à la tête des cortèges, un drapeau rouge à la main, chantant la Marseillaise, insultant la police et se comportant de manière provocante… Pauline assiste à tous les bals, toutes les soirées littéraires étudiantes, danse, applaudit, partage les idées nouvelles qui occupent la jeunesse… Elle tournait autour de Dostoïevski et faisait tout pour lui plaire. Lui-même ne remarquait pas son manège. Alors elle lui écrit une déclaration d'amour. La lettre se trouvait dans les papiers du père. C'était une lettre simple, naïve et poétique. On peut supposer que c'est une jeune fille timide, éblouie par le génie d'un grand écrivain. Touché, Dostoïevski a lu la lettre de Pauline… »

Le témoignage de la fille de Dostoïevsky est plausible dans l'étroite période des années 1860-1862, où les jeunes filles russes, à Saint-Pétersbourg et dans les cinq autres universités de l'Empire, eurent accès aux études supérieures et furent, sauf dans la faculté de Droit de Kazan, autorisées à se présenter aux examens. Cette liberté prit fin au cours de l'année 1863, lorsque, à la suite de manifestations estudiantines, les femmes se virent expressément interdites d'université par le pouvoir.

Par la suite, Doskoïevski lui-même et ses admirateurs se construisent un roman. Il est clair qu'il était difficile pour l'écrivain de refuser des demandes innocentes ; le récit Pokouda, écrit par Pauline, par exemple, était assez faible et prétentieux, mais il est publié dans la revue des frères Dostoïevski Le Temps (Vremia). Les relations entre eux peuvent par la suite être décrites comme étant d'amour-haine. Dostoïevski entendait les reproches perpétuels de Pauline qui aurait voulu qu'il demande le divorce d'avec son épouse phtisique . Plus tard, Dostoïevski écrira : 

« Apollinaria est une malade d'égoïsme. Son égoïsme et son orgueil sont immenses. Elle exige des gens toutes les perfections, ne pardonne aucun défaut de leur part, tout en s'exonérant elle-même des moindres obligations vis-à-vis des autres »

Après une de leurs disputes, ils planifient un voyage à deux en Europe. Mais Apollinaria Souslova arrive seule à Paris, Fiodor Dostoïevski arrivant un peu plus tard. Mais elle ne l'attendait déjà plus s'étant trouvé un ami espagnol. Il est étudiant en médecine et a vingt ans de moins que Dostoïevski alors âgé de quarante deux ans . Voici comment la fille de Dostoïevski, Lioubov Dostoïevskaïa décrit les faits :

« Au printemps, Pauline écrivit à son père de Paris et lui raconta la fin de sa romance. Son amant français l'avait trompée, mais elle par contre ne pouvait pas le quitter. Elle invite son père à venir à Paris. Depuis que Dostoïevski avait retardé son arrivée Pauline menaçait de se suicider – menace préférée des femmes russes. Son père, effrayé, finit par venir trouver sa fille en France et fait tout ce qu'il peut pour raisonner sa « beauté ». Mais comme Dostoïevski se montre toujours aussi froid, elle décide d'en arriver aux dernières extrémités. Un beau matin, elle se présente chez mon père, le réveille, et sort un grand couteau en lui disant que son amant est un gredin et qu'elle veut lui enfoncer le couteau dans la gorge. Mais avant de s'exécuter elle veut encore voir mon père une dernière fois… Je ne sais pas si Fiodor Mikhaïlovitch a été dupe de cette comédie vulgaire, mais toujours est-il qu'il a conseillé à Pauline de laisser son couteau à Paris et de l'accompagner lui en Allemagne. Ce que Pauline accepta puisque c'était précisément cela qu'elle voulait. »

Après la mort de sa première épouse, Dostoïevski propose à Pauline Souslova de l'épouser, mais elle refuse. Leur relation continue dans la tension, l'incertitude, et, surtout pour lui, dans la douleur. Certains pensent que Souslova ne considérait pas Fiodor Mikhaïlovitch comme un grand écrivain, mais comme un simple admirateur, que même ses livres elle ne lisait pas et que le monde intérieur si riche de l'écrivain ne représentait rien pour elle. Et quand il lui écrivait dans une de ses lettres : « Ma très chère, je ne t'invite pas pour un moment de bonheur bon marché… », pour elle ce n'étaient que des mots.
Nikolaï Strakhov ami proche de Dostoïevski affirme que Fiodor Mikhaïlovitch était « méchant, envieux, vicieux, attiré par les actions viles et s'en vantant ». Si cela est vrai il est compréhensible que l'étudiante progressiste n'ait pas supporté longtemps un tel amant.
Dostoïevski survivra à la rupture avec Pauline, mais la blessure ne s'est jamais cicatrisée. La tentation du suicide transparaît chez tous ses personnages qui aiment des femmes qui ressemblent à Pauline Souslova. Repoussé par Dounia dans Crime et châtiment, Svidrigaïlov se tire une balle dans la tête. Rejeté par Lisa dans Les Démons, Stavroguine se pend. Or on sait que Pauline a servi de modèle à Dounia et Lisa et que Stavroguine et Svidrigaïlov sont des personnages en qui Dostoïevski a mis le plus de lui-même.
C'est d'une toute autre manière que répondit à la proposition de Dostoïevski la jeune sténo-dactylo Anna Snitkina : elle était d'accord avec une invitation au bonheur pourvu que ce fût avec Fiodor Mikhaïlovitch. Anna Snitkina était prête à se dissoudre en lui, à se sacrifier pour lui. Pauline, au contraire, ne souhaitait nullement une soumission au génie, mais seulement sa liberté personnelle…  
Après la fin de son roman avec Dostoïevski, Apollinaria Souslova brûle beaucoup de documents compromettants parmi ses papiers, y compris les lettres à son amant écrivain. Les secrets de leurs relations tumultueuses et inhabituelles se perdent dans le courant de l'histoire, ne laissant aux chercheurs que des suppositions et des hypothèses. Les critiques littéraires ont souvent retrouvés les traits de Souslova dans les portraits de grands classiques tels que : Polina (Le Joueur), Nastasia Filippovna (L'Idiot), Catherine et Agrafena Alexandrovna Svietlova (Grouchenka) (Les frères Karamazov ). Dès qu'il est séparé d’Apollinaria, Dostoïevski écrit : « Je l'ai aimée jusqu'à maintenant, beaucoup aimée, mais j'aurais voulu déjà ne pas l'aimer ».

### Mariage avec Vassili Rozanov
Quand Vassili Rozanov rencontre Apollinaria Souslova il est encore étudiant au gymnase, alors qu'elle a déjà plus de trente ans. Il sait qu'elle est la maîtresse de Fiodor Dostoïevski, et pour lui, qui est admirateur éperdu du grand écrivain, cela était déjà suffisant pour susciter en lui un grand intérêt. Dans son journal intime il note: « Fait connaissance avec Apollinaria Prokofievna Souslova. Je l'aime. Souslova m'aime et je l'aime beaucoup. C'est la plus remarquable des femmes que j'ai rencontrées… »
Le 11 novembre 1880, Rozanov obtient cette attestation : « De la part du recteur de l’université impériale de Moscou à l'étudiant de 3e année de la faculté de philologie et d'histoire, Vassili Rozanov, pour certifier qu'il n'y a pas d'obstacle au mariage de la part de l'université ». La fiancée était alors âgée de 40 ans et le mari de 24.
Du fait de la différence d'âge et du caractère extravagant d'Apollinaria, la vie conjugale se transforma en cauchemar perpétuel. Elle organise devant son mari des scènes publiques de jalousie en même temps qu'elle flirte avec ses amis. Il est certain que Rozanov en souffrit beaucoup. Comme le raconte sa fille Tatiana Rozanova dans ses mémoires : « Souslova se moquait de lui, disant qu'il écrivait des livres idiots, elle l'outrageait, et finalement elle le quitta. C'était un grand scandale dans une petite ville de province. »

Apollinaria Souslova quitta Vassili Rozanov à deux reprises. Il lui pardonna tout et lui demanda de revenir avec lui. Dans une de ses lettres de l'année 1890, il lui écrit : 

« …Vous vous déguisiez avec vos robes de soie et faisiez des cadeaux de tous côtés pour vous créer une réputation de femme riche, sans réfléchir au fait qu'avec cette réputation vous me jetiez par terre. Tout le monde voyait notre différence d'âge et vous plaignait d'avoir pour mari un débauché. Car comment pouvaient ils penser autrement, sinon que je vous avais épousée pour l'argent. Et j'ai vécu en me taisant pendant sept ans avec cette idée… Vous m'avez déshonoré par votre opprobre et votre humiliation… »

Lorsque Vassili Rozano rencontre Varvara Dmitrievna Bouitagina, Apollinaria refuse de lui accorder le divorce pendant 20 ans.

### Mort
Apollinaria Souslovia est morte à l'âge de 78 ans, en 1918 (année de la mort de la seconde épouse de Dostoïevski Anna Dostoïevskaïa). Peu de temps avant sa mort, en 1919, Vassili Rozanov disait d'elle : « Il était difficile de vivre avec elle, mais impossible de l'oublier ».